# Sant'Angelo Le Fratte
Sant'Angelo Le Fratte är en ort och kommun i provinsen Potenza i regionen Basilicata i Italien. Kommunen hade 1 395 invånare (2017).